# Molophilus monteithi
Molophilus monteithi là một loài ruồi trong họ Limoniidae. Chúng phân bố ở miền Australasia.